# Adolfo III, Conde de Mark
Adolfo III, Conde de Mark (em alemão:  Adolf III., Graf von der Mark; ca.1334 – 7 de setembro de 1394) foi um nobre alemão pertencente à Casa de La Marck. Foi Príncipe-Bispo de Münster (com o nome de Adolfo) de 1357 a 1363; Arcebispo-Eleitor de Colónia (com o nome de Adolfo II) em 1363; Conde de Cleves (com o nome de  Adolfo I) de 1368 a 1394; e Conde de Mark (com o nome de Adolfo III) de 1391 a 1393.

## Biografia
Adolfo era o segundo filho de Adolfo II, Conde de Mark e de Margarida de Cleves.
Em 16 de Novembro de 1357 o Papa Inocêncio VI nomeou-o Bispo do principado eclesiástico de Münster. Em 1362 ele celebrou um acordo com o seu tio, o Bispo Engelberto III de Mark, Arcebispo de Colónia, Príncipe-Bispo de Liège, que ele sucederia no Condado de Cleves na eventualidade, altamente provável, do seu tio, João, Conde de Cleves, vir a falecer sem descendência.
A 13 de junho de 1363 ele foi nomeado Arcebispo de Colónia contra o favorito João de Virneburgo (Jan van Virneburg) mas, até final do ano, ele acabou por resignar desse cargo, para se concentrar no Condado de Cleves, apesar do facto do seu curto governo em Colónia ter sido escandaloso e cheio de controvérsias.
Em 1368 ele sucedeu ao tio, João, Conde de Cleves mantendo-se no governo deste condado com o apoio de Liège.
Após o seu irmão Engelberto III, Conde de Mark ter morrido sem herdeiros em 1391, Adolfo herdou também o Condado de Mark. Contudo, ele acabou por ceder esse contado ao seu filho Teodorico, em 1393.
Adolfo morreu em 1394 sendo sucedido em Cleves pelo filho mais velho, também chamado Adolfo.
Os condados de Cleves e de Mark foram reunidos quatro anos mais tarde, quando Teodorico IX morreu e o irmão sucedeu-lhe como Adolfo IV.

## Casamento e descendência
Em 1369 Adolfo casou com Margarida de Jülich, filha de Gerardo VI, Duque de Jülich, Conde de Berg e Conde de Ravensberg. Dos catorze filhos nascidos deste casamento, apenas seis atingiram a idade adulta:
1. Adolfo (Adolf) (1373–1448), sucedeu ao pai em Cleves e ao irmão em Mark;
2. Teodorico (Dietrich) (1374–1398), que sucedeu ao pai no Condado de Mark;
3. Gerardo (Gerhardt) († 1461), foi, de facto, Conde de Mark[1], embora o seu título oficial fosse Conde para Mark [2];
4. Margarida (Margarete) (1375–1411), casou em 1394 com Alberto I da Baviera († 1404)
5. Isabel (Elisabeth) (1378–1439), casou com Reinaldo de Valkenburg († 1396) e, em segundas núpcias, com Estêvão III da Baviera;
6. Engelberta († 1458), casou com Frederico IV de Moers.